# Ip Man 2
Ip Man 2 (葉問2:宗師傳奇, també coneguda com Ip Man 2: Legend of the Grandmaster) és una pel·lícula d'arts marcials biogràfica de Hong Kong de 2010 basada en la vida d'Ip Man, un gran mestre de l'art marcial. Wing Chun. Una seqüela de la pel·lícula del 2008 Ip Man, Ip Man 2 va ser dirigida per Wilson Yip i protagonitzada per Donnie Yen, que fa el paper protagonista. Continuant després dels esdeveniments de la pel·lícula anterior, la seqüela se centra en la vida primerenca d'Ip al Hong Kong britànic. Intenta propagar la seva disciplina de Wing Chun, però s'enfronta a la rivalitat d'altres practicants, inclòs el mestre local d'arts marcials Hung Ga, Hung Chun-nam (Sammo Hung), i més tard al campió de boxa britànic Taylor "The Twister" Miller (Darren Shahlavi).
El productor Raymond Wong va anunciar per primera vegada una seqüela abans de l'estrena a les sales d' Ip Man el desembre de 2008. Per a Ip Man 2, els cineastes pretenien centrar-se en la relació entre Ip i el seu deixeble més famós, Bruce Lee. No obstant això, no van poder finalitzar els drets cinematogràfics amb els descendents de Lee i van decidir retratar breument a Lee com a nen. La fotografia principal d'Ip Man 2 va començar l'agost de 2009 i va concloure al novembre; el rodatge va tenir lloc dins d'un estudi situat a Xangai. Per a la seqüela, Yip pretenia crear una pel·lícula d'arts marcials més dramàtica pel que fa a la història i la caracterització; El fill de Wong, el guionista Edmond Wong, volia que la pel·lícula explorés el tractament dels hongkonguesos durant l'època colonial i les percepcions del occidentals de les arts marcials xineses.
Ip Man 2 és la segona pel·lícula de la sèrie de pel·lícules "Ip Man". Es va estrenar a Pequín el 21 d'abril de 2010 i es va estrenar a Hong Kong el 29 d'abril de 2010. La pel·lícula va rebre crítiques positives, amb elogis particulars per la narració de la pel·lícula i la coreografia d'arts marcials de Sammo Hung. La pel·lícula va recaptar més de 13 milions de dòlars HK el cap de setmana d'estrena, superant immediatament el cap de setmana d'obertura d'Ip Man. Durant la seva exhibició en sales, Ip Man 2 va generar més de 43 milions de dòlars de Hong Kong a nivell nacional, i la seva recaptació nacional la va convertir en la pel·lícula de Hong Kong més taquillera estrenada durant la primera meitat del 2010. En total, Ip Man 2 va recaptar uns 49 milions de dòlars arreu del món. Aquesta quantitat no inclou les vendes reeixides de DVD als Estats Units, Àsia i Europa.

## Argument
El mestre de Wing Chun Ip Man i la seva família es van traslladar a Hong Kong el 1949 després que escapés de la Foshan ocupada pels japonesos. L'any 1950, Ip intenta obrir una escola per difondre el seu art, així com guanyar-se la vida durant els temps difícils, però lluita per atraure estudiants a causa de la seva poca reputació a la ciutat. Un dia, apareix un jove anomenat Wong Shun Leung i ràpidament repta Ip a una baralla, però és fàcilment derrotat. Wong s'allunya i torna més tard amb una colla dels seus amics, però Ip també els derrota fàcilment. Atordits i impressionats per les habilitats d'Ip, Wong i els seus amics es converteixen en els primers estudiants d'Ip, portant més deixebles per ajudar l'escola a prosperar. Aquella nit, Ip es dirigeix al mercat per comprar menjar, però veu alguns propietaris de botigues que intenten evitar que un home els robi el menjar. Reconeixent l'home com el seu amic Chow Ching-chuen, Ip intervé i paga el menjar. No obstant això, Chow no el reconeix, i el seu fill Yau revela que el seu pare va ser afusellat pels soldats japonesos per ajudar a Ip, donant lloc a l'estat actual de discapacitat mental de Chow.
Més tard, Wong s'enfronta a alguns estudiants pinxos de Hung Ga mentre publica cartells promocionals per a l'escola d'Ip. Un d'ells, Kei, desafia a Wong a una baralla i perd, però els seus amics venjatius prenen Wong com a ostatge i li demanen un rescat a Ip. Ip va al mercat mullat local tal com s'indica, però la reunió acaba en un enfrontament amb una multitud creixent d'estudiants de Hung Ga. Lluitant-se per sortir i superat en nombre irremeiable, Ip i Wong són rescatats per Jin Shanzhao, un antic bandoler i ex-rival d'Ip, que els ve en ajuda amb la seva pròpia colla.
El mestre dels estudiants i cap de la coalició dels clubs d'arts marcials de Hong Kong, Hung Chun-nam, arriba per trencar la baralla. Ip es presenta i Hung li informa que abans de muntar una escola, ha de participar en una cerimònia per posar a prova el seu valor. Ip, Wong i Jin són arrestats posteriorment per Fatso, un detectiu xinès de la RHKPF, per pertorbar la pau, però després són alliberats sota fiança. Hung i Fatso es van reunir en secret amb el superintendent Wallace, un oficial superior britànic corrupte, per lliura diners recollits tant de les botigues locals com de les escoles d'arts marcials.
Ip assisteix a la cerimònia i derrota amb facilitat als seus dos primers oponents, abans de lluitar contra l'últim rival, Hung, per un empat. A Ip se li permet continuar dirigint la seva escola a canvi de pagar les taxes de protecció, però ell declina fer-ho. Com a resposta, Hung fa que els seus estudiants passin davant de l'escola de Wing Chun i assetgen els futurs estudiants, donant lloc a una baralla al carrer entre ells i els deixebles d'Ip. Ip és així obligat per la seva patrona a deixar la propietat que va arrendar per a la seva escola; els deixebles recorren a la formació al parc local.
Ip s'enfronta a Hung, que el culpa dels últims esdeveniments des que es va negar a pagar, mentre que Ip critica la gestió que fa Hung dels seus estudiants i la submissió als estrangers. Hung insisteix que està fent el que ha de fer i decideix acabar el seu duel anterior amb Ip. El fill d'Hung apareix de sobte durant aquesta trobada, i l'Ip impedeix que Hung li doni una puntada accidental al noi, alhora que suggereix que prioritza passar temps amb la seva família per sobre de la seva discussió, i el seu advocat li guanya el respecte de Hung. Ip marxa, i l'endemà, Hung li dona a ell i als seus estudiants entrades gratuïtes per a una exposició d'arts marcials organitzada per Wallace i Fatso.
A l'exposició, les diferents escoles d'arts marcials busquen promocionar-se, i per extensió, la cultura xinesa. No obstant això, el convidat de Wallace, el reconegut boxejador Taylor "The Twister" Miller, insulta i agredeix obertament els estudiants, provocant una baralla que els mestres intenten sufocar. Hung exigeix que Twister demani disculpes pel seu comportament; en resposta, Twister el desafia a una baralla, dient que es disculparà si guanya Hung. Al principi, l'ampli ventall d'habilitats i tècniques d'Hung li donen avantatge; tanmateix, la majoria dels seus contraatacs tenen poc efecte en un Twister més jove i en forma, i lentament es veu desgastat pel poder pur del boxejador. Ip intenta persuadir Hung perquè cedeixi però el vell es nega, i fins i tot impedeix que l'Ip tiri la tovallola ell mateix. A l'última ronda, Hung té un atac d'asma, el que li permet a Twister guanyar el avantatge, i Hung és finalment colpejat a mort contra les cordes.
La notícia de la mort d'Hung s'escampa per tota la ciutat, enfurismant la població xinesa. L'oficial superior de Wallace el recrimina els darrers esdeveniments; indignat, Wallace arresta i tortura l'amic d'Ip, l'editor del diari Leung Kan, per haver publicat la notícia; Fatso intervé i el deixa en llibertat sense càrrecs. L'endemà se celebra una conferència de premsa, on Wallace menteix que la mort d'Hung va ser accidental i Twister anuncia que, per esborrar el seu nom, acceptarà un repte de qualsevol artista marcial xinès. No obstant això, continua faltant el respecte als xinesos i presumeix que cap d'ells té el coratge d'enfrontar-s'hi. Ip arriba i desafia en Twister a una baralla, mentre que Fatso es troba secretament amb Kan i li ofereix informació comprometedora sobre Wallace. Quan la seva dona embarassada entra en part, Ip es prepara per al seu combat amb Twister.
A causa del seu desconeixement amb la boxa occidental, Ip es troba inicialment en una gran desavantatge, cosa que li permet a Twister derrocar-lo diverses vegades. Tanmateix, a poc a poc aconsegueix utilitzar les seves tècniques de Wing Chun i una velocitat superior per igualar les probabilitats. Durant el combat, Wallace i els seus aliats intenten manipular el resultat a favor d'en Twister, negant-se a penalitzar-lo per un cop il·legal i dictant una decisió que Ip no pot utilitzar atacs amb puntades o serà desqualificat. Després de veure visions d'Hung i recordar els seus propis consells per centrar-se a debilitar en Twister en lloc d'intercanviar cops amb ell, Ip canvia la seva estratègia, paralitzant els braços d'en Twister i, finalment, aconseguint colpejar-lo fins a quedar inconscient amb una sèrie de cops al cap i a les orelles. Mentre els xinesos celebren, Wallace és arrestat pels seus superiors per corrupció, perjuri i abús de poder, i Fatso els ha informat d'això.
Ip s'adreça al públic, manifestant el seu desig que tothom es respecti malgrat les diferències entre la seva raça, cultura o estatus. Tant el públic occidental com el xinès li aplaudien una gran ovació, mentre que l'entrenador de Twister abandona l'arena amb insatisfacció i fàstic. Ip torna a casa amb la seva família i coneix el seu fill nounat, Ip Ching. Algun temps més tard, en Yau presenta al seu mestre a un noi anomenat Bruce Lee, que vol aprendre Wing Chun per colpejar la gent que no li agrada. Un Ip divertit somriu i simplement li diu que torni quan sigui gran.

## Repartiment

### Principal
- Donnie Yen com a Ip Man (葉問), l'únic practicant de l'art marcial Wing Chun. Va arribar a Hong Kong amb la seva família durant la dècada de 1940 per establir-s'hi i establir una escola de Wing Chun.
- Sammo Hung com a Hung Chun-nam (洪震南), un vell mestre de Hung Ga que pateix asma. Com a cap de la societat d'arts marcials de Hong Kong, inicialment xoca amb Ip, però més tard es fa amic d'ell. Mor en una baralla amb Twister mentre intenta defensar l'honor dels seus companys mestres.
- Huang Xiaoming com a Wong Leung (黃梁), el primer estudiant d'Ip Man. Aquest personatge es basa en Wong Shun Leung (un artista marcial xinès de Hong Kong que va estudiar wing chun kung fu amb Ip Man).
- Lynn Hung com a Cheung Wing-sing (張永成), l'esposa d'Ip Man.
- Simon Yam com a Chow Ching-chuen (周清泉), l'amic d'Ip Man, que va ser responsable del contraban d'ell i de la seva família a Hong Kong. Vaga pels carrers de Hong Kong com un captaire destrossat després que una bala japonesa el deixés amb danys cerebrals permanents, amb només el seu fill lleial per protegir-lo.
- Darren Shahlavi com Taylor "The Twister" Miller, un campió de boxa britànic extremadament arrogant i racista. El seu sobrenom xinès és "Whirlwind" (龍捲風). La seva arrogància es tradueix en la seva derrota a mans d'Ip Man.

### Suport
- Li Chak com a Ip Chun, fill d'Ip Man.
- Ashton Chen com a Tsui Sai-Cheong, un dels estudiants d'Ip Man.
- Kent Cheng com a Fatso (肥波), un oficial de policia detectiu xinès sota el superintendent Wallace, que l'ajuda a gestionar la seva raqueta de protecció a Hong Kong. També és l'amic íntim d'Hung Chun-nam. Disgustat pel racisme de Wallace, més tard va organitzar que fos arrestat per corrupció.
- Dennis To com a Cheng Wai-kei (鄭偉基), un líder de banda i estudiant lleial d'Hung Chun-nam.
- Ngo Ka-nin com a Leung Kan (梁根), l'editor en cap de la principal agència de notícies de Hong Kong que té cura d'Ip Man ja que les seves famílies provenien del mateix poble. Més tard ajuda Fatso a exposar Wallace proporcionant informació sobre la seva corrupció a les autoritats britàniques després de ser víctima de la tortura de Wallace.
- Louis Fan com a Kam Shan-Chau (金山找), un artista marcial i fora de la llei reformat que es fa amic d'Ip Man, després d'haver establert la seva pròpia escola petita a Hong Kong.
- Calvin Cheng com a Chow Kwong-yiu (周光耀), fill de Chow Ching-chuen. Té cura del seu pare discapacitat mentre treballa a l'agència de notícies de Leung Kan.
- Charles Mayer com a Wallace, un policia corrupte i racista del superintendent de Hong Kong i delinqüent de protecció que abusa del seu càrrec per recollir diners de protecció a través de les escoles locals d'arts marcials. Després de la derrota de Twister, és arrestat per un dels seus superiors per avergonyir i avergonyir a tota la Royal Hong Kong Police Force.
- Lo Mang com a Mestre Law (羅師傅), té Monkey Kung Fu mestre.
- Fung Hark-On com a mestre Cheng (鄭師傅), té Baguazhang mestre.
- Brian Burrell com a presentador, l'amfitrió i traductor del combat final.
- Jean Favie com a jutge que canvia les regles del partit d'Ip Man contra Twister sota les ordres del seu entrenador.
- Christian Bachini com a partidari de Twister.
- Stefan Morawietz com a entrenador de Twister que va estar darrere de canviar les regles del partit d'Ip Man.

## Producció
Ip Man 2 és el segon llargmetratge que es basa en la vida d'Ip Man, després de la pel·lícula anterior Ip Man. La seqüela és la cinquena col·laboració cinematogràfica entre el director Wilson Yip i l'actor Donnie Yen. Ip Man 2 va ser produït per Raymond Wong i distribuït per la seva empresa Mandarin Films quan es va estrenar a Hong Kong. Va ser l'última pel·lícula que va produir Wong sota la bandera de producció de Mandarin Films. El fill de Wong, Edmond Wong, va tornar per escriure el guió. A més d'aparèixer en un paper secundari, Sammo Hung va repetir el seu paper com a coreògraf d'arts marcials de la pel·lícula. Kenji Kawai va repetir el seu paper com a compositor musical de la pel·lícula.

### Desenvolupament
Abans de l'estrena a les sales de Ip Man el desembre de 2008, el productor Raymond Wong va anunciar plans per desenvolupar una seqüela de la pel·lícula. La seqüela estava pensada per centrar-se en la relació entre Ip Man i el seu deixeble més famós Bruce Lee. El març de 2009, Wong va anunciar que el personatge de Lee podria no aparèixer a la seqüela, ja que els productors no havien finalitzat completament les negociacions amb els descendents de Lee sobre els drets de pel·lícula. El juliol de 2009, es va anunciar que Ip Man 2 se centraria en un jove Bruce Lee, abans que Lee es convertís en el deixeble més famós d'Ip Man. La seqüela continua la història d'Ip Man, centrant-se en el seu trasllat a Hong Kong mentre intenta propagar el Wing Chun a la regió.

### Càsting
Diversos membres del repartiment d'Ip Man repeteixen els seus respectius papers a la seqüela. Donnie Yen torna a fer el paper d'Ip; Lynn Hung repeteix el seu paper de Cheung Wing-sing, la dona d'Ip, que ara està embarassada del seu segon fill. Per preparar el seu paper a la pel·lícula, Hung va demanar als productors una pròtesi de ventre de 10 lliures per retratar la sensació d'estar embarassada. Hung va afirmar que la dificultat del seu paper residia en interpretar algú que passa d'"una dona jove ingènua i senzilla a una adulta forta, comprensiva i solidària". Fan Siu-Wong torna a interpretar a Jin Shanzhao, l'agressiu rival d'Ip a la primera pel·lícula. A la seqüela, Jin intenta retirar-se del món de les arts marcials convertint-se en un ciutadà normal; més tard es fa amic d'Ip. En un cameo, Simon Yam repren el seu paper d'amic d'Ip Chow Ching-chuen, que ara és un captaire amb discapacitat mental. Li Chak torna a interpretar el seu paper de Ip Chun, el fill d'Ip i Wing-sing.
Sammo Hung fou anunciat com a part del repartiment l'abril de 2009. A més d'actuar com a coreògraf d'arts marcials de la pel·lícula, Hung apareix com Hung Chun-nam, un mestre de l'art marcial del sud de la Xina de Hung Ga. L'agost de 2009, es va anunciar que Huang Xiaoming interpretaria a Wong Leung, un personatge secundari basat en Wong Shun Leung, un dels deixebles d'Ip Man i la persona responsable de la mentoria de Bruce Lee. També es va anunciar que l'antiga estrella infantil Ashton Chen interpretaria a un deixeble. L'actor veterà Kent Cheng també té un paper secundari a la pel·lícula. To Yu-hang, que va tenir un paper secundari a la primera pel·lícula, apareix a la seqüela com un personatge diferent anomenat Cheng Wai-kei. Cheng és un líder de banda que practica Hung Ga, que decideix venjar-se de Wong després que Wong derroti a Cheng en una baralla. Wilson Yip va comentar que el càsting dels actors veterans era "una forma d'homenatge a les pel·lícules de kungfu de la vella escola".
S'ha informat que Yen i Yip van dur a terme una convocatòria de càsting per a un candidat adequat per interpretar a Lee, que és el deixeble més famós d'Ip Man. La pel·lícula retrata breument a Lee als 10 anys. Yip i Yen van debatre sobre si buscar un actor amb una base o aspecte sòlids d'arts marcials. Entre els 1.300 candidats de la Xina continental que van audicionar per al paper, Yip va restringir la convocatòria de càsting a dos possibles candidats: Jiang Dai Yan, de 10 anys, de Henan i Pan Run Kang, de 12 anys, de Heilongjiang. El 10 d'agost de 2009, es va anunciar que Jiang Dai Yan interpretaria el paper d'un Bruce Lee de 10 anys. Mentre que el personatge de Bruce Lee fa una breu aparició a la pel·lícula, el director Wilson Yip ha expressat el seu interès a fer una tercera pel·lícula que se centrarà en la relació entre Ip i Lee. Yen, però, ha manifestat la seva manca d'interès per fer una tercera pel·lícula, sentint que "Ip Man 2" "es convertirà en un clàssic."
El novembre de 2008, Yip va revelar que hi hauria un altre actor que apareixia a la pel·lícula, un artista marcial que ha estat un fan de Donnie Yen. Yip va comentar: "Només puc dir que lluita encara amb més vehemència que Sammo Hung." Tanmateix, el febrer de 2010, es va revelar que l'actor i acrobàtic britànic Darren Shahlavi tindria un paper secundari com a oponent de boxa lluitant contra Ip Man.Yip va afirmar més tard que el personatge de Shahlavi "té el seu propi drama. També és un personatge, no sols un noi estranger a l'atzar que apareix del no-res per tal de ser colpejat, com veieu en altres pel·lícules." Altres membres del repartiment són Ngo Ka-nin i Kelvin Cheng.

### Guió i història
Els cineastes van afirmar que, mentre que Ip Man tractava de la supervivència, Ip Man 2 tracta de viure. La seqüela està ambientada a Hong Kong el 1949, quan la ciutat estava sota domini colonial britànic. El guionista Edmond Wong va declarar que la pel·lícula també explora "com van tractar als hongkonesos sota el domini colonial britànic, i les actituds dels occidentals respecte al kung fu xinès".
Wilson Yip va afirmar que Ip Man 2 és una pel·lícula molt millor que la seva predecessora pel que fa a caracterització i història. La pel·lícula se centra en les disputes entre els deixebles de les arts marcials Hung Ga i Wing Chun, així com el conflicte i la rivalitat dels dos practicants. El Wing Chun, tal com l'ensenya Ip Man, està sent vist com un art marcial destinat només a les noies; Hung Ga, tal com l'ensenya Hung Chun-nam, està sent vist com una forma masclista de boxa. Dels dos personatges, Yip va comentar: "El personatge de Sammo Hung no és exactament dolent, però és molt prepotent, igual que el seu torrencial Hung Ga. En canvi, Ip Man és molt modest, com el seu puny." Yip també va afirmar que la pel·lícula té alguns moments de "drama familiar", com ara el conflicte en curs entre Ip i la seva dona Wing-Sing.

### Rodatge
Abans del rodatge, es va celebrar una cerimònia de producció d'Ip Man 2 a Foshan, que va rebre molta cobertura mediàtica. La fotografia principal va començar l'11 d'agost. 2009; el rodatge va tenir lloc en un plató als estudis Songjiang a Xangai. El 28 d'octubre de 2009, els periodistes van ser convidats al plató per veure l'esperat duel entre Donnie Yen i Sammo Hung mentre s'estava filmant. El rodatge va acabar el dia 8 de novembre de 2009.

### Acrobàcies i coreografies
Les seqüències d'arts marcials de la pel·lícula van ser coreografiades per Sammo Hung, que també va treballar en la coreografia de la primera pel·lícula. Abans de la fotografia principal, Hung s'havia sotmès a una cirurgia cardíaca important. Quan va tornar al plató, les seves escenes dramàtiques de la pel·lícula es van filmar primer, i les seves seqüències de lluita es van filmar en última instància. Hung va realitzar les seves pròpies acrobàcies a la pel·lícula, raó per la qual va rebre diverses ferides durant el rodatge. Mentre filmava una escena, Hung va ser colpejat a la cara pel seu coprotagonista Darren Shahlavi. Va insistir a completar el rodatge abans d'anar a l'hospital. Sense voler que les seves ferides dificultessin el progrés de la producció, Hung va passar cinc hores intentant completar l'escena abans d'anar a l'hospital per quatre punts de sutura. Després de la finalització del rodatge, Hung va expressar que no estava satisfet amb les seqüències de baralles que involucraven el seu personatge, presumiblement a causa de la seva malaltia cardíaca. També va declarar que planejava desafiar Yen en una pel·lícula futura: "Tot i que sóc el coreògraf d'arts marcials, els nostres moviments estaven força regulats, estaven limitats pel guió. Per tant, vaig fer un pacte amb Donnie Yen per tenir una represa l'any que ve si es presenta l'oportunitat."
Huang Xiaoming es va preparar per al seu paper aprenent arts marcials del Wing Chun. Va convertir la seva habitació d'hotel en un gimnàs, practicant amb peses i un maniquí de fusta. Huang va rebre múltiples contusions als braços, a causa de les seves pràctiques freqüents amb el maniquí. Huang també passaria temps practicant amb l'equip d'acrobàcies de la pel·lícula, sota la direcció de Jun Gao. Wilson Yip va elogiar la seva actuació a la pel·lícula, afirmant que Huang "potser no és un artista marcial, però va demanar especialment un maniquí de fusta i s'entrenava diàriament a casa. Al final, està fent les escenes d'acció millor que Hiroyuki Ikeuchi a la primera pel·lícula."

### Títol de la pel·lícula
El títol xinès de la pel·lícula (xinès tradicional 葉問2:宗師傳奇, xinès simplificat 叶问2:宗师传奇|first=t}}) significa literalment Ip Man 2: Llegenda d'un gran mestre. El títol és una obra de teatre sobre el títol de treball de la primera pel·lícula que va ser Gran mestre Ip Man, un títol que es va canviar quan Wong Kar-wai es va enfrontar amb els productors mentre intentava fer el seu propi biopic sobre Ip Man. Wilson Yip va explicar que el títol de la pel·lícula va ser casual més que no intencionat: "La seqüela tracta sobre l'elevació d'Ip Man d'un heroi a un gran mestre, així que tenim 'gran mestre' al títol." La pel·lícula de Wong Kar-wai, titulada The Grandmaster, es va estrenar el gener de 2013.

## Llançament
Ip Man 2 es va estrenar a determinats països asiàtics i a Austràlia el 29 d'abril de 2010. Abans del seu llançament, Mandarin Films va llançar públicament el lloc web oficial de la pel·lícula a Pequín el 6 d'abril de 2010. La pel·lícula va celebrar una conferència de premsa d'estrena a Pequín el 21 d'abril de 2010, només set dies després del terratrèmol de Yushu de 2010. Es va demanar als convidats que portessin roba de color fosc en mostra de dol; hi va haver un moment de silenci per les víctimes del desastre. El repartiment de la pel·lícula, Donnie Yen, Sammo Hung, Huang Xiaoming, Lynn Hung i Kent Cheng van assistir a l'estrena i van donar un total de 500.000 ¥ (73.200 US$) als esforços de socors que ajuden a la recuperació de desastres. La pel·lícula va tenir projeccions privades a Chengdu el 21 d'abril de 2010 i a la Xina el 27 d'abril de 2010, rebent reaccions positives del públic.
Mandarin Films va vendre els drets de distribució nord-americans de la pel·lícula al distribuïdor Well Go USA, i Ip Man 2 va ser llançada als Estats Units per Variance Films el 28 de gener de 2011.

### Taquilla
A Hong Kong, Ip Man 2 es va enfrontar a la competència amb el llançament internacional dIron Man 2, que es va estrenar a Hong Kong un dia més tard que Ip Man 2. Durant el seu cap de setmana d'obertura, Ip Man 2 va recaptar 13 milions HK (1.736.011 dòlars EUA), superant el cap de setmana d'obertura d'Ip Man de 4,5 milions de dòlars HK (579.715 dòlars EUA). La seqüela va aconseguir el primer lloc a la taquilla i va recaptar 1 milió de dòlars HK més que Iron Man 2. Els ingressos de la pel·lícula van disminuir un 28,1% en el seu segon cap de setmana, guanyant 9.719.603,56 $ HK (1.248.996 $ EUA) per mantenir-se en el primer lloc. La pel·lícula va caure un 45,7% en la seva tercera setmana, aportant 5.293.401 HK$ (678.613 dòlars EUA), tot i que es va mantenir al primer lloc. Ip Man 2 va continuar ocupant el primer lloc a la taquilla, baixant un 39,4% addicional en la seva quarta setmana i recaptant 3.199.567 HK$ (411.115 dòlars EUA). Durant la seva cinquena setmana, la pel·lícula va passar al cinquè lloc amb un 79,3%, amb una recaptació de 664.535 HK$ (85.325 USD). Ip Man 2 va recaptar 43.268.228,72 HK$ (5.558.704 USD) a nivell nacional. L'import brut nacional de la seqüela a Hong Kong la situa per davant del total brut de taquilla d’Ip Man de 25.581.958,69 $ HK (3.300.847 $ EUA).
Ip Man 2 també va batre rècords de taquilla a Singapur. La pel·lícula va ser la pel·lícula de Hong Kong més taquillera que es va estrenar al país, superant un rècord de cinc anys que tenia Kung Fu Hustle. En el cap de setmana d’apertura Ip Man 2 va ocupar el segon lloc darrere d'Iron Man 2, amb una recaptació d’1,74 milions SG$ (US$1,264,919). El cap de setmana d'estrena de la pel·lícula va superar el cap de setmana de 2008 d' Ip Man de 827.000 $ SG (463.946 $ EUA).
En total, Ip Man 2 va recaptar US$49,721,954 arreu del món durant la seva exhibició en sales.

### Anàlisi de rendiment
Els analistes creien que l'èxit de taquilla d'Ip Man 2 estava relacionat amb la reputació favorable i la popularitat de la seva primera entrega. Huang Qunfei, director general de la cadena de cinemes xinesa New Film Association Company, va advertir que els espectadors xinesos preferien pel·lícules fetes a nivell nacional a les fetes a Hollywood: "Els espectadors xinesos estan menys obsessionats amb les superproduccions de Hollywood que abans. Finalment, la qualitat de la pel·lícula és important. Amb una bona història, és probable que les pel·lícules locals guanyin més favor entre el públic." Liu Wei de China Daily va assenyalar que el final de la pel·lícula era similar a la seva competència contra Iron Man 2 a la taquilla: " L'heroi d' Ip Man 2... s'enfronta a un boxejador occidental i el noqueja. Fora de pantalla, és una història semblant."
Els analistes també van predir que les esperances de Mandarin Films de tenir la seqüela de més de 300 milions de yuans bruts a la Xina era poc probable, a causa de la competència amb altres pel·lícules com Iron Man 2. Un altre factor va ser que l'enregistrament, la descàrrega i la compartició de fitxers il·legals de la pel·lícula provocarien una possible pèrdua d'ingressos. Una setmana després de l'estrena de la pel·lícula a la Xina es va publicar una versió piratejada en línia i va atreure més de 10 milions d'usuaris en línia. Raymond Wong va expressar públicament que emprendria accions legals contra l'autor de les descàrregues il·legals.
Durant la primera meitat de l'any 2010 (de l'1 de gener al 30 de juny de 2010), Ip Man 2 va ser la pel·lícula de Hong Kong més taquillera que es va estrenar al país. Tanmateix, en comparació amb les pel·lícules produïdes fora d'Àsia, la pel·lícula estrangera més taquillera va ser Alice in Wonderland amb 44 milions de dòlars HK.

### Recepció crítica
El lloc web de l'agregador de ressenyes Rotten Tomatoes va informar que el 97% dels crítics han donat a Ip Man 2 una crítica positiva basada en 29 ressenyes, amb una valoració mitjana de 6,92/10. A Metacritic, la pel·lícula té una puntuació mitjana ponderada de 67 sobre 100 basada en 13 crítics, la qual cosa indica "generalment crítiques favorables".
La crítica de cinema de Singapur Genevieve Loh de Channel NewsAsia va escriure: "Ip Man 2 val la pena. Potser no tan plena d'acció amb coreografies dignes com mostrava el seu excel·lent predecessor, aquesta entrega encara és emocionant, sinó una mica unidimensional." James Marsh de Twitch Film va elogiar la pel·lícula i va escriure: "Ip Man 2 té un aspecte fantàstic i fa un gran treball per evocar l'època de manera autèntica, donant a la pel·lícula una sensació de gravetat dramàtica molt apreciada." Joy Fang, crítica del portal de notícies en línia AsiaOne va escriure: "Tot i que no és una pel·lícula tan gran com la primera, que se centra en problemes intensos esfereïdors derivats de l'ocupació japonesa a la Xina, aquesta pel·lícula evoca l'orgull xinès amb les seves fortes arrels culturals." Ho Yi, de Taipei Times va escriure: "Malgrat els seus forats argumentals, la sèrie Ip Man té potencial i recorda la franquícia Once Upon a Time in China de la dècada del 1990 protagonitzada per Jet Li." Amir Hafizi de The Malay Mail va elogiar la coreografia d'arts marcials de Sammo Hung: "Amb moviments fluids, una interacció complexa entre estils marcials contrastats i seqüències magnífiques, els aficionats al kung fu definitivament tindran el valor dels seus ulls aquí, ja que aquesta vegada, la introducció de la boxa occidental a la barreja fa que sigui una coreografia interessant." Roger Ebert del Chicago Sun-Times va atorgar a Ip Man 2 tres estrelles de quatre, escrivint: "En el seu enfocament directe i sincer, és una reprovació a l'edició frenètica que redueix tant moltes pel·lícules d'acció recents en una confusió incomprensible."
Darcy Paquet de Screen Daily tenia opinions contradictòries sobre la pel·lícula. Va escriure que les actuacions de la pel·lícula i les seqüències de baralles "haurien d'assegurar uns recorreguts cinematogràfics decents". Paquet va concloure la seva ressenya escrivint: "En última instància, l'energia i l'humor de la pel·lícula superen les actuacions caricaturesques dels actors britànics i la manca total de sorpreses als dos rodets finals." Amanda Foo de The UrbanWire va concedir a la pel·lícula dues estrelles de cinc, i va escriure a la seva ressenya: "No és d'estranyar que Donnie Yen no estigui disposat a registrar-se per a més pel·lícules d'Ip Man, amb la repetició descarada que s'està produint en aquestes pel·lícules, fins i tot el fan més ardent estaria cansat." Matt Prigge de Metro New York va declarar el 2016: "Hi ha munts de pel·lícules sobre Ip Man […] D'aquestes, les tres pel·lícules protagonitzades Donnie Yen és el més basura; el segon és bàsicament un remake de Rocky IV."

### Mitjans domèstics
A Hong Kong, Ip Man 2 es va publicar en formats DVD, i Blu-ray Disc el 25 de juny de 2010. Els llançaments inclouen una edició d'un sol disc i una edició especial de dos discs en DVD Els extres de l'edició especial en DVD, així com del Blu-ray disc, inclouen escenes suprimides, diversos tràilers, entrevistes amb el repartiment i el grup, un llargmetratge de realització, la cobertura de l'estrena de gala de la pel·lícula i un diari de rodatge.
Coincidint amb el llançament del vídeo domèstic de la seqüela, tant Ip Man com Ip Man 2 es van publicar com a sessió doble en DVD i Blu-ray Disc. Els llançaments inclouen edicions especials de dos discos d'ambdós llargmetratges amb un total de quatre discos en DVD, així com una edició DVD estàndard que inclou ambdues pel·lícules amb un total de dos discos.
Al Regne Unit, Ip Man 2 va ser la sisena pel·lícula en llengua estrangera més venuda del 2011 en formats físics de vídeo casolà i la pel·lícula xinesa més venuda (per sobre de l'original Ip Man a número set).

## Seqüela
La tercera entrega es va començar a rodar el 2015. Edmond Wong, Raymond Wong i Wilson Yip tornen com a guionista, productor i director, respectivament. Donnie Yen torna a fer el seu paper d’"Ip Man". El març de 2015, The Hollywood Reporter va anunciar que va començar la fotografia principal; també van revelar que Mike Tyson ha estat escollit per a un paper i Bruce Lee és interpretat per Danny Chan, repetint el paper de The Legend of Bruce Lee.